# جاستن أرمور
جاستن أرمور (بالإنجليزية: Justin Armour)‏ هو لاعب كرة قدم أمريكية أمريكي، ولد في 1973 في كولورادو سبرينغس في الولايات المتحدة.